# Codex Aureus d'Echternach
El Codex Aureus d'Echternach (Codex aureus Epternacensis) conegut també com a Évangéliaire d'Echternach és un codex il·luminat creat en el període de 1030 al 1050 aproximadament, amb una coberta tornada a utilitzar de la ratlla dels anys 980. Es troba al Museu Nacional Germànic de Nuremberg.
El manuscrit conté versions dels quatre evangelis de la Vulgata, a més a més de la matèria introductòria incloent el cànon de les taules d'Eusebi de Cesarea, és també un important exemple de la il·lustració otoniana, encara que el manuscrit, en oposició a la coberta, probablement està just fora de la fi del règim de la dinastia saxona. Va ser elaborat a l'abadia d'Echternach, sota la direcció de l'abat Humbert.
Consta de 136 folis que mesuren 446 mm per 310 mm. És un dels manuscrits otonians més ricament il·luminats. Conté més de 60 pàgines decorades incloent 16 pàgines plenes de miniatures, 9 pàgines completes de caplletres, 5 retrats d'evangelistes, 10 pàgines decorades amb el cànon de taules, i 16 de mitja pàgina amb caplletres. A més a més, hi ha 503 caplletres més petites, i pàgines pintades per imitar tèxtils. Tot el text està escrit en tinta d'or.

## Història
Es creu que aquest és el manuscrit que va ser mostrat a Enric III el Negre quan va visitar Echternach amb la seva mare Gisela de Suàbia (m. 1043), el va impressionar tant que va encarregar obres similars a l'abadia, en particular els Evangelis d'or d'Enric III, que va donar el 1046 a la catedral d'Espira, el lloc d'enterrament de la seva família.
El manuscrit era a l'abadia d'Echternach, en l'actual Luxemburg, fins a les guerres de la Revolució francesa. Durant la primera coalició, Luxemburg va ser conquerida i annexada per França, convertint-se en part del departament dels Forêts el 1795. El monestir va ser confiscat i es va vendre, la majoria dels monjos van fugir enduent-se el còdex i d'altres tresors portàtils. Va pertànyer a un grup de tres manuscrits i cinc incunables venuts a Ernest II de Saxònia-Gotha-Altenburg el 1801.
Va romandre en la col·lecció de la dinastia Saxònia-Coburg i Gotha, estant lliurat a una fundació després de la Primera Guerra Mundial, fins després de la Segona Guerra Mundial. Es va decidir vendre'l però l'aleshores el duc Carles Eduard I de Saxònia-Coburg Gotha estava disposat a mantenir-ho a Alemanya i el Govern Federal d'Alemanya i les províncies o estats federats van aportar els fons en forma conjunta, amb Baviera al cap, per a la seva nova llar el Museu Nacional Germànic a Nuremberg, on roman.

## Text i miniatures
Cada evangeli està precedit per dues pàgines que resumeixen l'evangeli, dues pàgines que imiten tèxtils, quatre pàgines d'escenes narratives establertes en tres registres per pàgina, una pàgina completa del retrat de l'evangelista, dues pàgines de text decoratiu, abans que una pàgina completa amb una caplletra doni pas al text real. Com un historiador d'art ho va exposar, el planificador del llibre no tenia cap pressa en portar el seu lector al text. Les escenes narratives cobreixen la vida de Jesús, incloent molts dels seus miracles, i precedeix a Lluc les seves paràboles, cosa inusual per a aquesta data. N'hi ha una, dues o tres escenes a cada registre, donant un total de 48 imatges emmarcades amb 60 escenes, un gran nombre per a un cicle medieval. A diferència de les escenes comparables als Evangelis de Sant Agustí, les escenes estan disposades per cobrir la vida i ministeri de Jesús sense preocupar-se'n per si una escena en particular s'ha tractat en l'evangeli precedent.
Les pàgines anteriors de Mateo relaten la història de l'Anunciació a la "«Festa a la Casa de Leví»", i les d'abans de Marc cobreixen els miracles de Jesús: la conversió de l'aigua en vi a les noces de Canà, la samaritana agraint a Jesús després de la curació de deu leprosos (Lluc17: 11-19). Les escenes abans de Lluc mostren quatre de les paràboles de Jesús, cadascuna en una pàgina sencera: la paràbola dels treballadors de la vinya (Mateu 20:1-15), paràbola dels pagesos malvats, la paràbola del banquet de noces (Mateu 22:14), i Llàtzer el leprós (Lluc, 16:19-31) Les pàgines precedents de Joan cobreixen el període final, de la Passió de Jesús a la seva Ascensió i la Pentecosta.
La majoria de les miniatures s'atribueixen a dos artistes, coneguts com el «mestre de taller» i un altre com un alumne. Un tercer pintor va aportar algunes de les escenes narratives, i potser d'altres elements que són més difícils d'atribuir. Per exemple, les tres últimes pàgines de les escenes narratives finals precedents a Joan s'atribueixen al mestre -la Coronació d'Espines en endavant-, i la primera pàgina al seu alumne. És probable que les composicions i dibuixos subjacents estiguessin totes realitzades pel mestre, per la qual cosa els canvis de pintor no són massa visibles. L'estil ha estat criticat per l'excessiu interès en l'efecte decoratiu: «produït en alguns patrons vigorosos i alegres, com al de sant Lluc, però podria davallar a irritabilitat, com al Crist a Majestat, on la força de la composició ha estat malgastada pels capritxos ornamentals de l'artista d'Echternach. Aquesta debilitat es fa més evident als «retrats» dels evangelistes, on les bandes ornamentals de la Sainte-Chapelle són degradats en loquacitat decorativa, i hi ha poc pes i estructura sota les cortines que cobreixen simples coixins inanimats.»

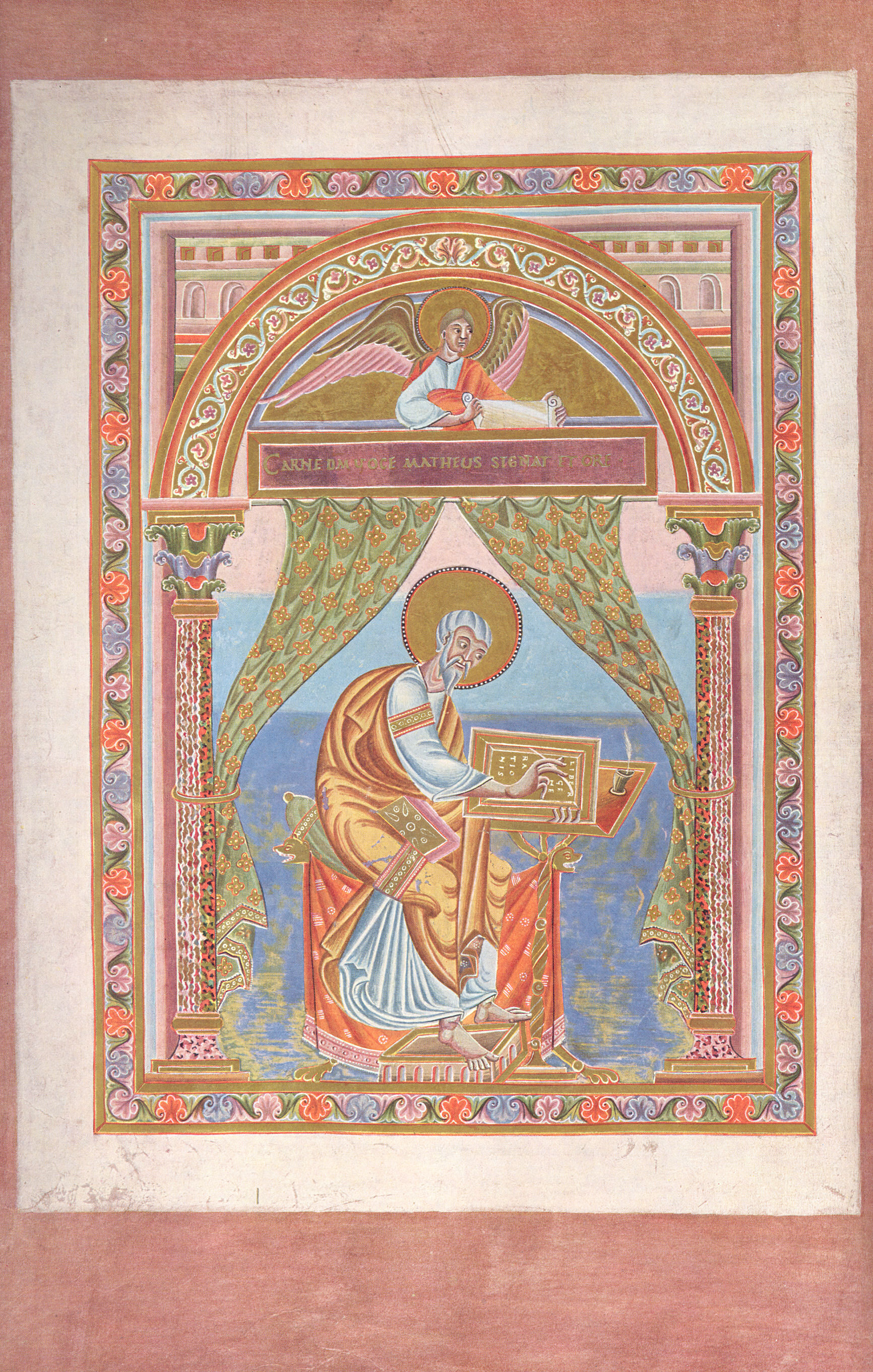
Retrat d'evangelista Mateu, foli 20
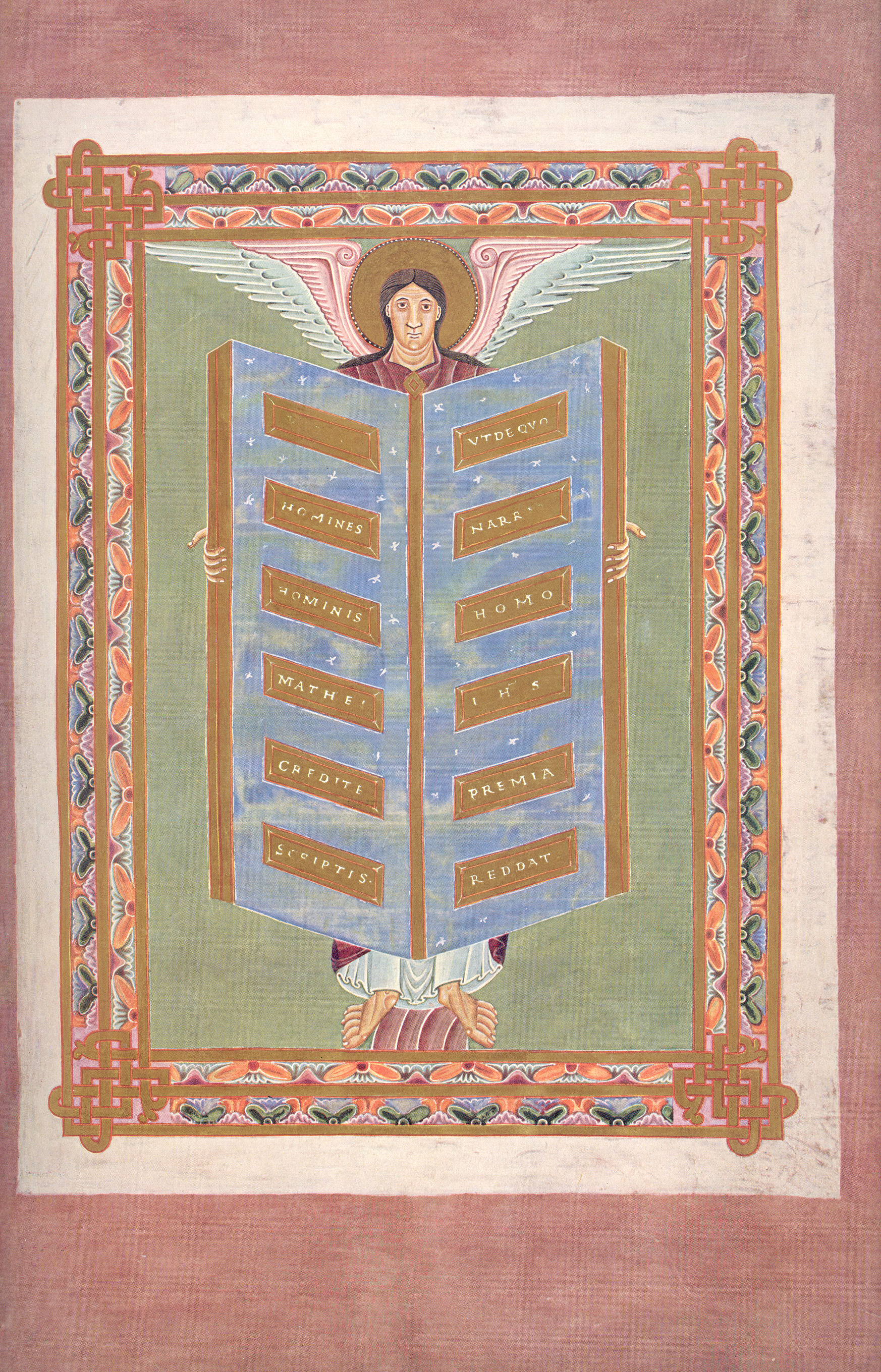
Àngel sostenint unes tables, foli 21
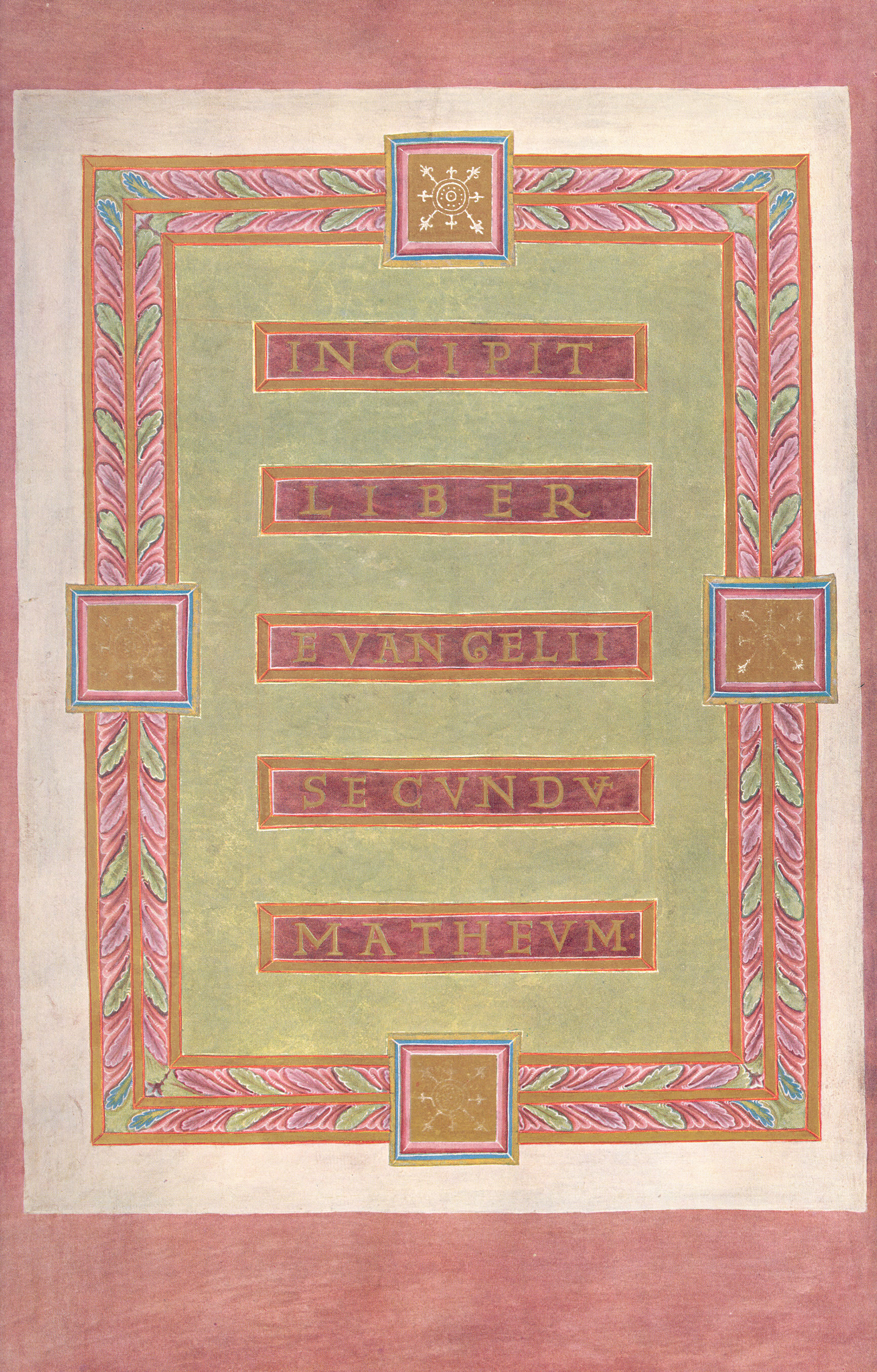
Íncipit «Aquí comença l'Evangeli de Mateu», foli 21
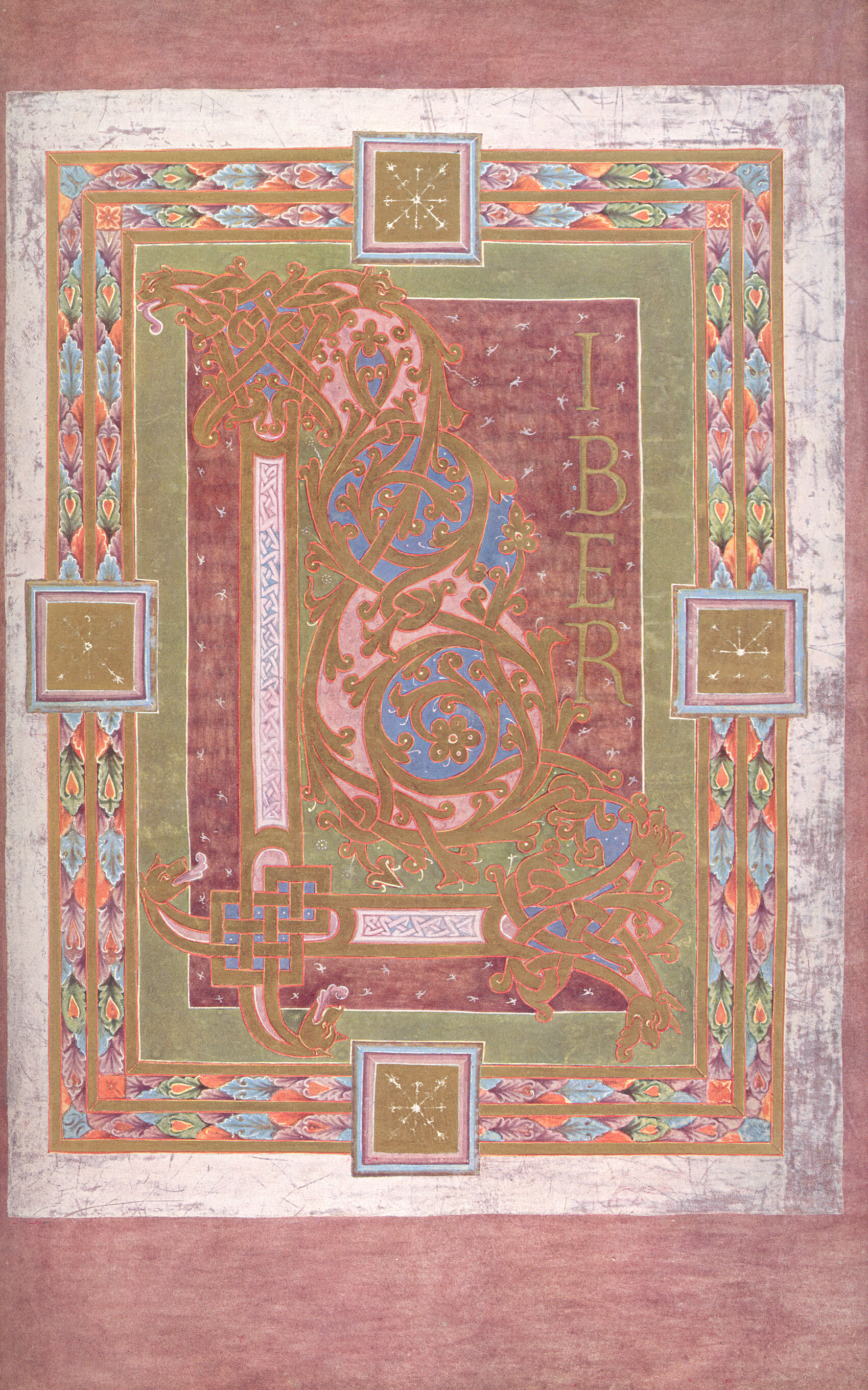
Pàgina inicial «Liber», primera paraula del text de la Vulgata.

## Coberta
La coberta del manuscrit és una enquadernació enjoiada que data a la ratlla de 50 anys abans que el propi manuscrit; l'orfebreria s'atribueix al taller de Trier establert per Egbert, arquebisbe de Trier. Conté a la seva part central una placa d'ivori que mostra l'escena de la crucifixió de Jesús, que és estilísticament diferent dels altres elements, i l'origen dels quals ha estat objecte de molta discussió. La placa té restes de pintura blava a la creu i pintura verda destacant algunes parts de la seva composició.

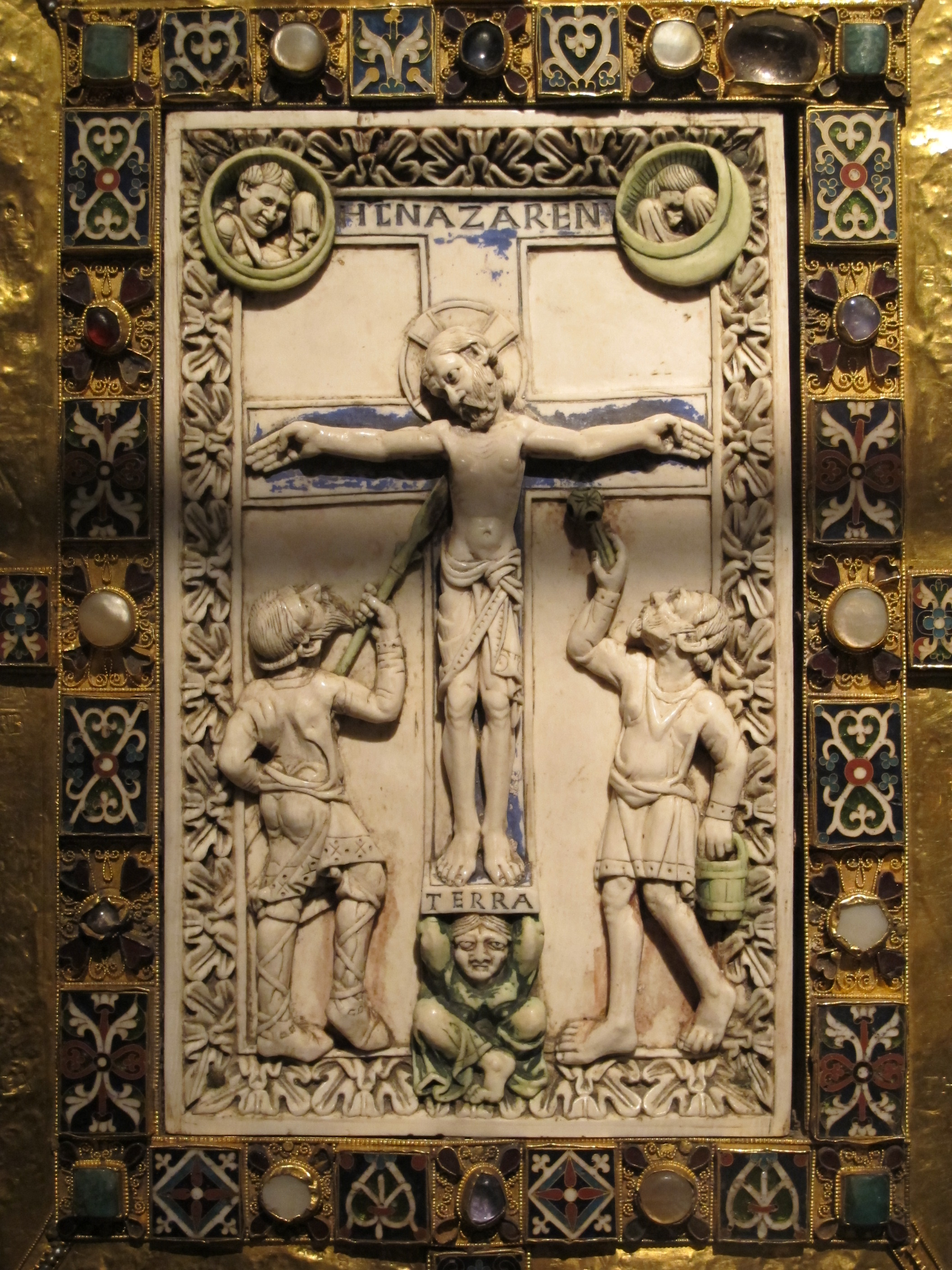
Placa central
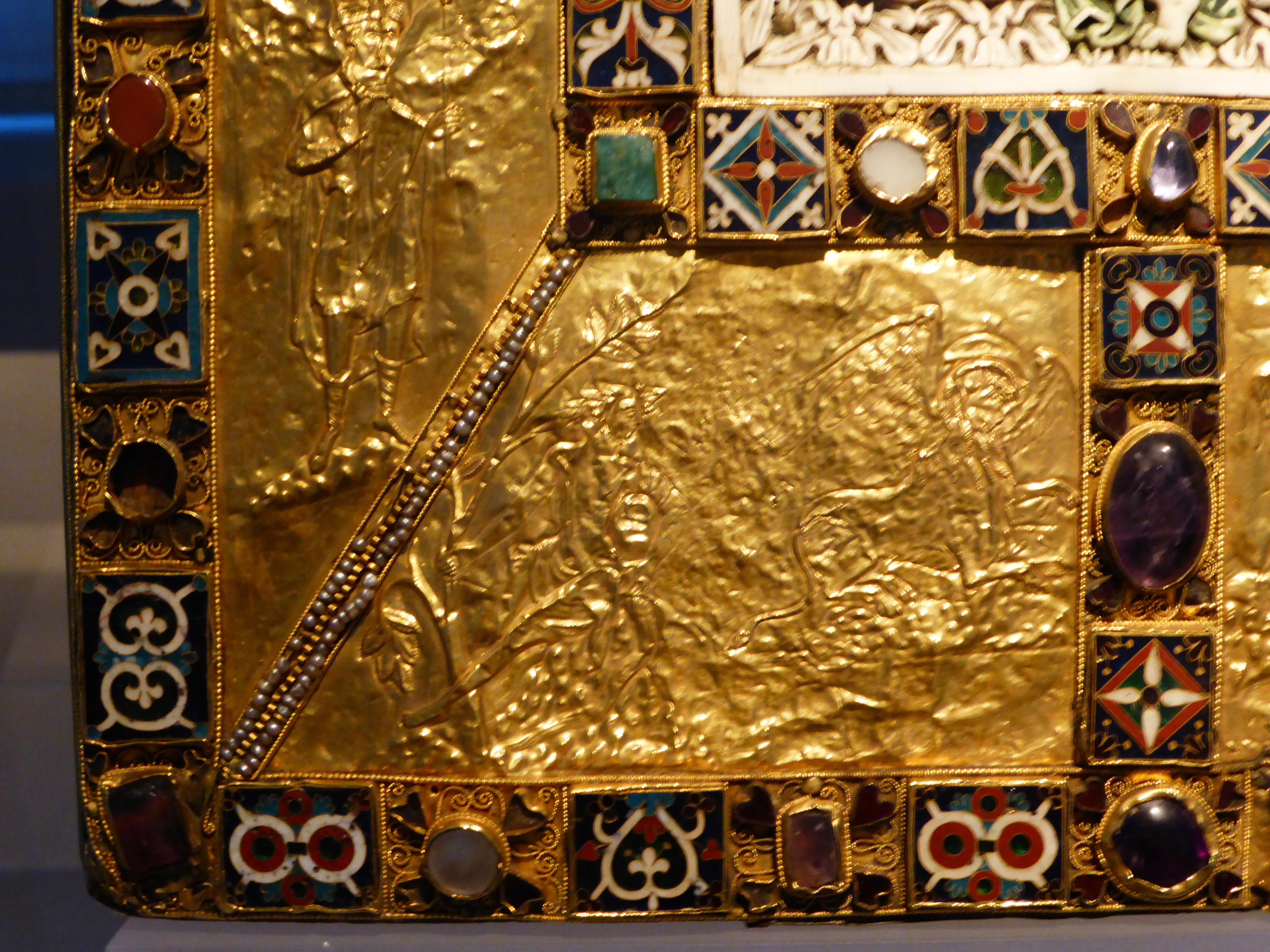
Detall inferior esquerra
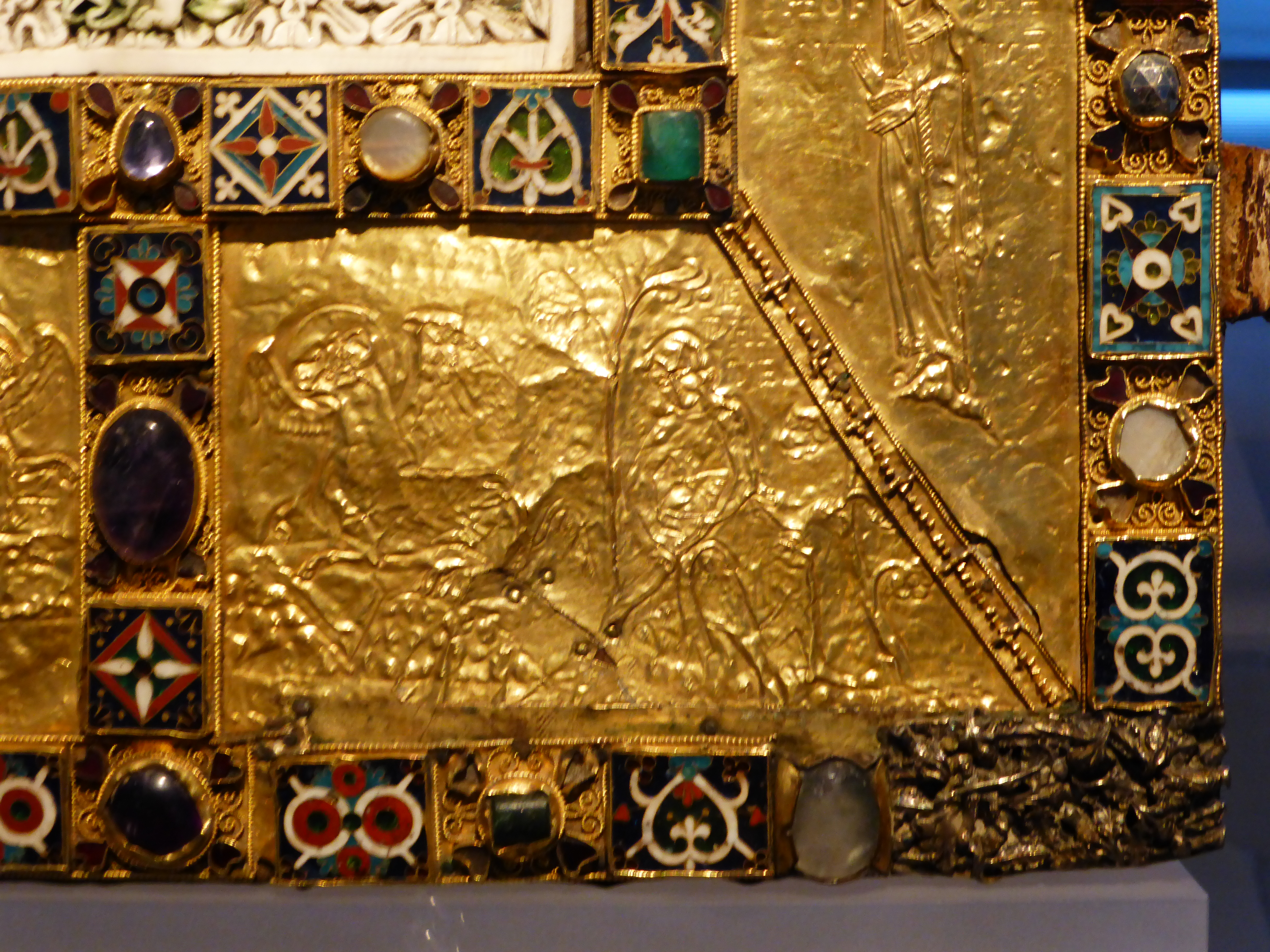
Dettall inferior dret

Prop de la placa d'ivori es troben unes plaques amb figures en repussat en relleu d'or, i en un estil molt diferent al de la placa central. Aquests plafons es troben en un marc més ampli els elements del qual es componen d'unitats d'or alternant amb filigrana encastada amb gemmes i esmalt de cloisonné amb motius decoratius vegetals. Bandes d'or més fines realitzades amb petites perles corren al llarg dels eixos diagonals, separant fins i tot més les imatges en relleu en compartiments, amb la creació d'una "X" que pot significar «Crist». La disposició general de la coberta es pot comparar amb altres similars de l'època - per exemple, la del Còdex Aureus del St. Emmeram a la ratlla del 870, que probablement formava part de la mateixa tradició que descendeix de l'escola de Reims a l'art carolingi, com es mostra a l'estil de les figures en relleu.
Els relleus mostren els quatre evangelistes amb els seus símbols i un fullatge de fons als compartiments de la part superior i inferior, i dues figures a cada un dels quatre compartiments dels laterals. Les figures més baixes de cada costat són (esquerra) el jove emperador Otó III amb (dreta) la seva regent i mare Theophanu (m. 991). A la part superior dels costats es troba la Verge Maria (esquerra) enfront de sant Pere, tots dos eren els sants patrons de l'Abadia d'Echternach. Les quatre figures restants són el fundador sant Willibrord d'Utrecht, els sants Bonifaci i Ludger, també primers missioners a Alemanya; i Benet, fundador de l'orde del monestir. La representació es produeix en un elegant estil, allargat, que contrasta fortament amb les figures contundents de l'ivori.
S'ha suggerit que l'arquebisbe Egbert ho va presentar a Otto III i a la seva mare Theophanu, potser com una ofrena de pau després que inicialment va recolzar a Enric II de Baviera com a successor d'Otto II, en comptes del jove Otó III, 983-984. En un moment posterior la família imperial pot haver passat el manuscrit a Echternach.